# ミラール (お笑いコンビ)
ミラールは松竹芸能に所属していたお笑いコンビ。1998年結成、2011年1月解散。自称「日本一ヒマな芸人」。

## メンバー
佐藤 剛（さとう つよし、1977年4月6日 - ）
奈良県出身、星座は牡羊座、血液型AB、身長160cm、ボケ担当。滑舌が悪いと言われていたが、声に特徴がある。
渡辺 崇裕（わたなべ たかひろ、1978年3月28日 - ）
大阪府出身、星座は牡羊座、血液型B、身長165cm、ツッコミ担当。現・わたなべ花火。

## 来歴
- 結成のきっかけは、同じ松竹芸能の養成生だった佐藤が夜中、渡辺に「遊ぼうや」と電話で誘い、早朝に大阪・ミナミで待ち合わせ。そのまま漫才のネタ合わせをし「ミラール」として活動を開始。
- 『ミラール』というコンビ名は渡辺が高校生のとき、「ファイナルファンタジー」をしていたときに使用していたゲーム上での名前。
- 2000年代には大阪で、松竹の若手だった「オジンオズボーン」、「ヴェートーベン」らと、ユニット「ずっとごっこ」としても活動。
- 活動拠点を東京に移してからは他事務所の「タダあつし」、「007」、「あたくし」らと、ユニット「つうてんかく」を結成。さらに、松竹・東京事務所に所属している「池内屋」、「いち・もく・さん」らと、ユニット「さくら六」を結成。いずれのユニットでも自主的に「路上ゲリラライブ」を行い、イベントの集客に貢献するユニットの兄貴分として、リーダー的役割を果たしていた。
- 2011年1月、円満解散。メンバーの佐藤はピン芸人として活動。渡辺（わたなべ花火）は事務所を辞め、フリーとして芸人活動をする。

## 出演番組
- ザ!世界仰天ニュース（日本一ヒマな芸人として取り上げられ、72時間企画として様々な企画を72時間二人で行った。同番組収録時の前説も務めていた。